# Manfred Pranger
Manfred Pranger (Hall in Tirol, 25 gennaio 1978) è un ex sciatore alpino austriaco, campione del mondo nello slalom speciale a Val-d'Isère 2009.

## Biografia

### Stagioni 1998-2001
Slalomista puro nato a Hall in Tirol e originario di Gschnitz, in Coppa Europa Pranger esordì il 9 gennaio 1998 a Donnersbachwald Riesneralm (34º) e colse il primo podio il 1º dicembre 2000 a Levi (2º).
Debuttò in Coppa del Mondo l'11 dicembre 2000 a Sestriere, senza qualificarsi per la seconda manche. Il 23 gennaio 2001 colse a Donnersbachwald Riesneralm la sua prima vittoria nel circuito di Coppa Europa, nel quale alla fine di quella stagione risultò vincitore della classifica di specialità.

### Stagioni 2002-2006
Prese parte ai XIX Giochi olimpici invernali di Salt Lake City 2002, sua prima presenza olimpica, senza concludere la prova; nel 2003 esordì ai Campionati mondiali, piazzandosi 5º nella rassegna iridata di Sankt Moritz, e conquistò il suo primo podio in Coppa del Mondo, il 16 marzo a Lillehammer, classificandosi al 3º posto.
Il 23 gennaio 2005 vinse sull'impegnativa Ganslern di Kitzbühel la sua prima gara di Coppa del Mondo; due giorni dopo si aggiudicò un'altra classica dello slalom speciale, la gara in notturna sulla Planai di Schladming, mentre ai successivi Mondiali di Bormio/Santa Caterina Valfurva 2005 non terminò la gara. Quell'anno in Coppa del Mondo ottenne il suo miglior piazzamento sia nella classifica generale (20º), sia in quella di slalom speciale (3º).

### Stagioni 2007-2014
Il 10 gennaio 2007 ottenne a Pozza di Fassa la sua ultima vittoria in Coppa Europa e ai Mondiali di Åre 2007 chiuse al 7º posto. Nella stagione 2008-2009 colse il suo ultimo podio in Coppa Europa (2º a Obereggen il 19 dicembre), l'ultima vittoria in Coppa del Mondo (sulla Männlichen/Jungfrau di Wengen, il 18 gennaio) e nella rassegna iridata di Val-d'Isère conseguì il suo maggiore successo in carriera, la medaglia d'oro iridata.
Ai XXI Giochi olimpici invernali di Vancouver 2010, suo congedo olimpico, Pranger non concluse nuovamente la prova. Ottenne il suo ultimo podio in Coppa del Mondo a Garmisch-Partenkirchen il 13 marzo 2010 (2º);  nella stagione successiva nella medesima località fu 9º  ai Mondiali del 2011. La sua ultima presenza iridata fu Schladming 2013, dove non concluse la prova; la sua ultima gara in carriera fu lo slalom speciale di Kranjska Gora, valido per la Coppa del Mondo, disputato il 9 marzo 2014 e chiuso da Pranger al 17º posto.

## Palmarès

### Mondiali
- 1 medaglia:
  - 1 oro (slalom speciale a Val-d'Isère 2009)

### Coppa del Mondo
- Miglior piazzamento in classifica generale: 20º nel 2005
- 13 podi (tutti in slalom speciale):
  - 3 vittorie
  - 4 secondi posti
  - 6 terzi posti

#### Coppa del Mondo - vittorie
| Data            | Località   | Paese    | Specialità |
| --------------- | ---------- | -------- | ---------- |
| 23 gennaio 2005 | Kitzbühel  | Austria  | SL         |
| 25 gennaio 2005 | Schladming | Austria  | SL         |
| 18 gennaio 2009 | Wengen     | Svizzera | SL         |

Legenda:

SL = slalom speciale

#### Coppa del Mondo - gare a squadre
- 1 podio:
  - 1 vittoria

### Coppa Europa
- Miglior piazzamento in classifica generale: 7º nel 2001
- Vincitore della classifica di slalom speciale nel 2001
- 15 podi:
  - 8 vittorie
  - 5 secondi posti
  - 2 terzi posti

#### Coppa Europa - vittorie
| Data             | Località                   | Paese   | Specialità |
| ---------------- | -------------------------- | ------- | ---------- |
| 23 gennaio 2001  | Donnersbachwald Riesneralm | Austria | SL         |
| 11 febbraio 2001 | Pozza di Fassa             | Italia  | SL         |
| 4 dicembre 2001  | Val Thorens                | Francia | SL         |
| 12 dicembre 2002 | San Vigilio                | Italia  | SL         |
| 12 dicembre 2003 | Obereggen                  | Italia  | KO SL      |
| 19 dicembre 2003 | Donnersbachwald Riesneralm | Austria | SL         |
| 19 dicembre 2006 | Obereggen                  | Italia  | KO SL      |
| 10 gennaio 2007  | Pozza di Fassa             | Italia  | SL         |

Legenda:

SL = slalom speciale

KO SL = KO slalom

### Campionati austriaci
- 8 medaglie[2]:

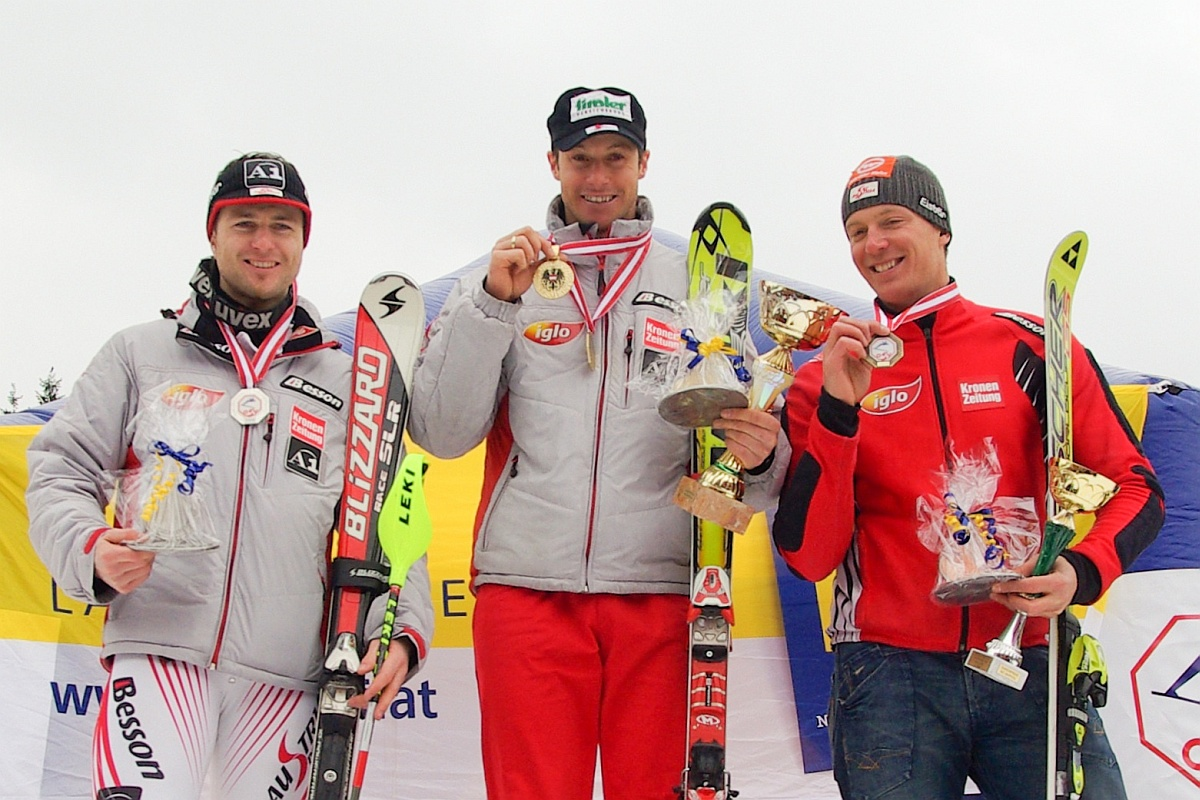
Il podio dello slalom speciale ai Campionati austriaci di sci alpino 2009, con Manfred Pranger (oro, al centro) accanto a Reinfried Herbst (argento, a sinistra) e ad Andreas Omminger (bronzo, a destra)

  - 4 ori (slalom speciale nel 2003; slalom speciale nel 2004; slalom speciale nel 2009; slalom speciale nel 2011)
  - 3 argenti (slalom speciale nel 2001; slalom speciale nel 2005; slalom speciale nel 2006)
  - 1 bronzo (slalom speciale nel 1999)

### Campionati austriaci juniores
- 2 medaglie[2]:
  - 2 bronzi (supergigante nel 1995; combinata nel 1998)